# 6-壬烯醛
6-壬烯醛（英語：6-Nonenal）是一种有机化合物，化学式C2H5CH=CH(CH2)4CHO，天然存在的同分异构体有2-壬烯醛等，存在两种顺反异构体。